# 1949 à la télévision
| Années de la télévision : 1946 - 1947 - 1948 - 1949 - 1950 - 1951 - 1952    |
| Décennies de la télévision : 1910 - 1920 - 1930 - 1940 - 1950 - 1960 - 1970 |

Cet article présente les faits marquants de l'année 1949 à la télévision.

## Évènements

### France
- 4 février : la Radiodiffusion française (RDF) devient la Radiodiffusion-télévision française (RTF).
- 25 mai : Apparition des premières speakerines  à la Radiodiffusion-télévision française : Jacqueline Joubert et Arlette Accart.
- 29 juin : premier journal télévisé sous la direction de Pierre Sabbagh.
- 2 octobre : démarrage officiel du journal télévisé.
- 9 octobre : début des émissions religieuses.

## Émissions
- 29 juin : Premier Journal télévisé de la RTF sur RTF Télévision.
- 9 octobre : Première de l'émission religieuse Le Jour du Seigneur sur RTF Télévision.

## Séries télévisées
- 25 août : La série Papa a raison débute à la radio, avec Robert Young. La série sera télévisée à partir de 1954.
- 15 septembre : le premier épisode de The Lone Ranger est diffusé sur ABC aux États-Unis.

## Principales naissances
- 6 janvier : Thierry Ardisson, animateur français († 14 juillet 2025).
- 18 janvier : Franz-Olivier Giesbert, journaliste français.
- 17 mars : Patrick Duffy, acteur américain.
- 17 mai : Francine Buchi, journaliste française.
- 17 juin : Françoise Dorner, actrice française.
- 22 juin : Lindsay Wagner, actrice américaine.
- 3 juillet : Roland Magdane, humoriste, chanteur et acteur français.
- 8 juillet : Bernard Benyamin, journaliste, producteur et animateur de télévision français.
- 18 juillet : Gianni Romoli, scénariste et producteur italien.
- 12 août : Julien Lepers, auteur-compositeur-interprète, animateur de télévision et animateur de radio français.
- 29 août : Igor et Grichka Bogdanoff, producteurs et animateurs de télévision français, spécialisés dans les documents scientifiques († 28 décembre 2021) et († 3 janvier 2022).